# Anita Roddick
Dame Anita Lucia Roddick, DBE, fue la fundadora, en 1976, de The Body Shop, una compañía de cosméticos dedicada a fabricar y distribuir productos de belleza. Es muy conocida por su activismo en ecología. En 1990 Roddick fundó Children On The Edge, una organización caritativa que ayuda a los niños desfavorecidos en Europa del Este y Asia.

## Vida y formación
Nació en una familia de emigrantes italianos. Estudió para maestra, viajó por el mundo gracias a un empleo en las Naciones Unidas. Se casó en 1970 con el escocés Gordon Roddick. Abrieron un restaurante y luego un hotel y tuvieron dos hijas.
Roddick decidió abrir su primera tienda The Body Shop para mantener a su familia mientras su marido estaba fuera viajando en Latino América. Fundó The Body Shop, una cadena de cosméticos respetuosa con el entorno y que no usara animales en los experimentos. Así fundó The Body Shop, que abrió su primera tienda en Littlehampton en 1976.
El 14 de febrero de 2007, un año después de retirarse de la vida empresarial, Roddick reveló que padecía hepatitis C, contraída como consecuencia de una transfusión recibida durante su segundo parto. Como consecuencia, también sufría de cirrosis. Falleció de una hemorragia cerebral.

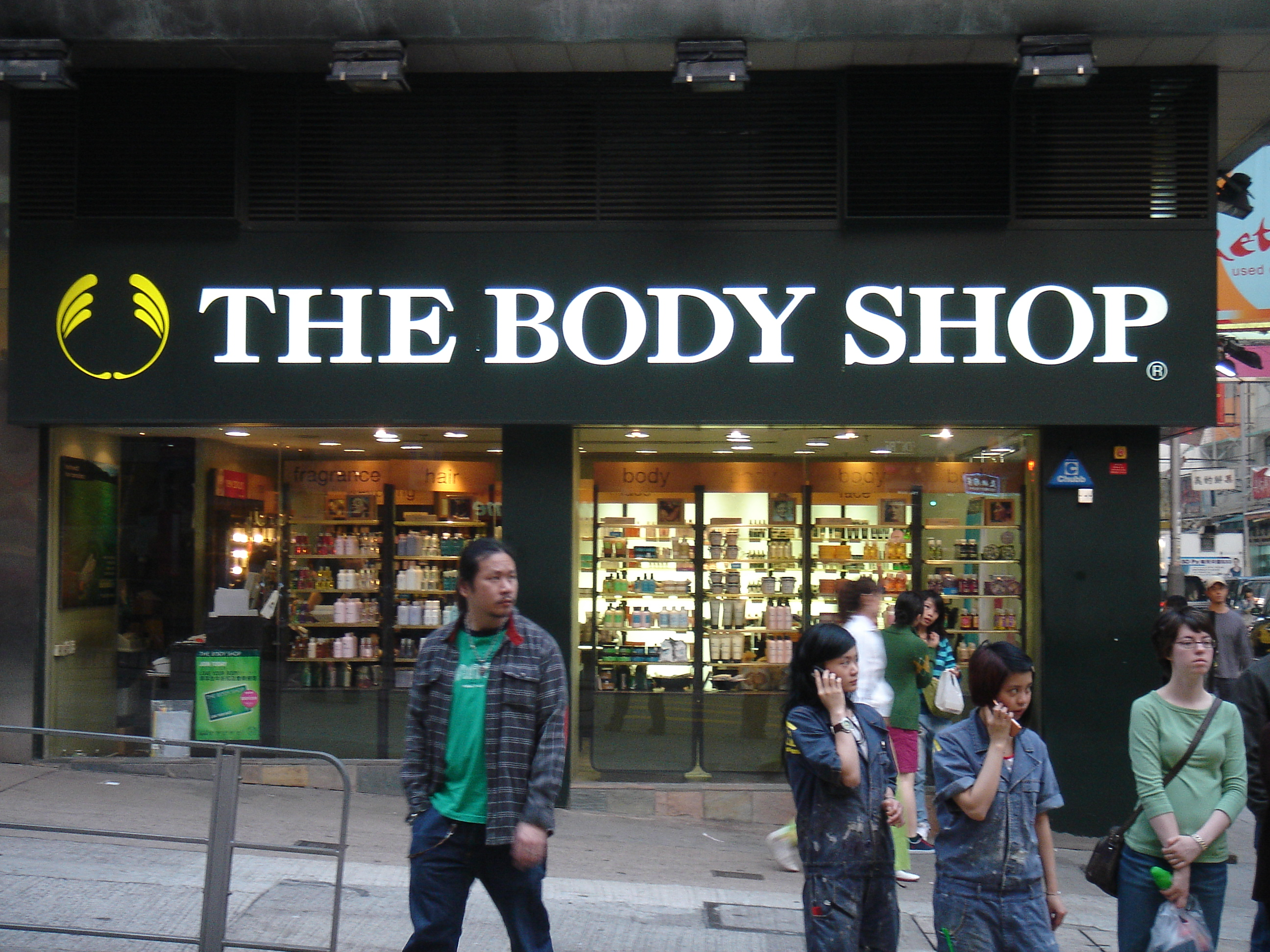
Tienda de The Body Shop en Tsim Sha Tsui, Kowloon, Hong Kong

.

## Carrera profesional
La primera tienda de The Body Shop tenía sólo 15 líneas de productos, era pequeña y estaba situada entre dos funerarias. A pesar de las circunstancias, el negocio funcionó rápidamente y abrió la segunda en sólo seis meses. Cuando su esposo regresó de Estados Unidos, entró a formar parte del negocio. En 1991, quince años después, la cadena tenía ya 700 tiendas. En 2007, treinta años después, la cadena tenía 2.100 tiendas en 55 países, y ofrecía unos 1.200 productos distintos. 
El 13 de diciembre de 2005 el National Post anunció la retirada de Roddick del mundo de las finanzas y de la empresa y le calculó una fortuna personal de 76 millones de euros. Tres meses más tarde, el 17 de marzo de 2006 se anunció la compra de "The Body Shop" por parte de L'Oréal por un valor de 180 millones de euros.
Esta compra fue muy polémica, en primer lugar porque la cadena de cosméticos francesa si hace experimentos con animales, y en segundo lugar porque forma parte del conglomerado Nestlé, que fue objeto de una de las primeras campañas de Roddick por las ventas de leche en los países subdesarrollados.
Roddick declararía que el modelo de negocio fue producto del azar, y no de un plan muy premeditado. Entre los factores que destacaba está la ola de calor de 1976, el año de la apertura, que hizo subir la demanda de jabón, desodorantes y perfumes, y forzó el uso del reciclaje.

## Activismo social
Roddick fue mundialmente conocida por su modelo de negocio, donde introdujo variables de sustentabilidad y de no agresión al entorno. Sus cosméticos además de evitar los experimentos con animales, eran elaborados con productos naturales.
Era integrante de Demos, un consejo de asesores internacionales en temas de medio ambiente, y de Amnistía Internacional. Además, en 1990 fundó Children On The Edge, una organización de ayuda a la infancia desprotegida en Europa Oriental y Asia.
Desde 1993 apoyó a los ogoni, de Nigeria, que reclamaban contra la petrolera Shell, la cual estaba devastando sus territorios. Cuando, en 1995, el vocero de los ogoni, Ken Saro-Wiwa, y ocho compañeros suyos fueron ejecutados por el gobierno de Nigeria continuó la campaña y 19 prisioneros ogoni fueron liberados. En 1997, después de cuatro años de presiones constantes, la Shell dio a conocer nuevas normas revisadas de operaciones sobre respeto a los derechos humanos y el desarrollo sostenible.
En septiembre de 2001 unió las fuerzas de Body Shop con Greenpeace y otras organizaciones, en una campaña internacional de boicot contra la Exxon-Mobil, por su papel en el Calentamiento Global. 

## Premios y condecoraciones
- 1984 - Premio Veuve Clicquo a la Empresaria del Año
- 1988 - Orden del Imperio Británico
- 1991 - Premio de Visión de la Educación Mundial del Center for World Development
- 1993 - Premio de Medio Ambiente da Banksia Foundation, en Australia.
- 1993 - Premio al Triunfador medioambiental (México)
- 1993 - Medalla de la National Audubon Society
- 1994 - Premio Botwinick de Negocios Éticos
- 1994 - Premio de Liderado empresarial da Universidad de Míchigan
- 1995 - Primer premio a la Mujer Poderosa del Women's Business Development Center
- 1996 - Premio liderado del Women's Center
- 1996 - Premio al Triunfo da Gleitsman Foundation
- 1997 - Premio de honra Olivos, del Programa de las Naciones Unidas para el Medio Ambiente
- 1999 - Premio británico de Medio Ambiente e Medios de comunicación
- 1999 - Jefe de honra del pueblo ogoni, otorgado por el Movimiento para la Supervivencia del Pueblo Ogoni (MOSOP), una etnia nigeriana.
- 2001 - Premio Müller es de Paz, de la International Peace Prayer Day Organisation
- 2003 - Orden del Imperio Británico.